# Marre de cette nana-là !
Singles de Patrick Bruel
Vide (chanson)
(1982) Comment ça va pour vous ?
(1985)
Marre de cette nana-là ! est le deuxième single du chanteur et acteur français Patrick Bruel. Sorti en 1984, le titre s'écoule à plus de 80 000 exemplaires.

## Genèse
Gérard Presgurvic propose à Patrick Bruel, dont il est proche, une mélodie qu'il a composée. Le duo va écrire un texte plein d'humour inspiré de leurs désespoirs amoureux. 
Sorti quelques semaines après son enregistrement et malgré une promotion à la télévision et à la radio, le titre peine à décoller. C'est finalement après son passage dans l'émission Passeport pour la forme de TF1 en plein mois d'août 1984 que la chanson parvient à connaître le succès.

## Classement hebdomadaire
| Classement (1984) | Meilleure place |
| ----------------- | --------------- |
| France (IFOP)     | 39              |